# Nagawa (Nagano)
Nagawa (japonsky 長和町; Nagawa-mači) je japonské město v okrese Čiisagata (小県) v prefektuře Nagano. 1. října 2005 vzniklo spojením města Nagato-mači (長門町) s vesnicí Wada-mura (和田村).
V roce 2016 mělo město 6003 obyvatel a celkovou rozlohu 183,86 km² (průměrná hustota obyvatel je 32,6/km²). Městem protékají řeky Jodagawa (依田川) a Daimongawa (大門川). Ve městě jsou dvě základní a dvě střední školy. Město leží na náhorní plošině Ucukušigahara (美ヶ原), která je součástí národního parku Jacugatake čúšin kógen (八ヶ岳中信高原国定公園). Ve městě byla 27. stanice jménem Nagakubo-šuku (長久保宿) a 28. stanice (z 69) jménem Wada-šuku (和田宿) na legendární cestě Nakasendó (中山道) za Období Edo. Mezi timto městem a městem Šimosuwa-mači (下諏訪町) leží průsmyk Wada-tóge (和田峠). Na území města v nadmořské výšce 990 m leží jezero Jonoike. Jeho plocha je 90 arů. V tomto jezeru je též plovoucí ostrov. Je to přirozená nádrž horké vody.

## Galerie

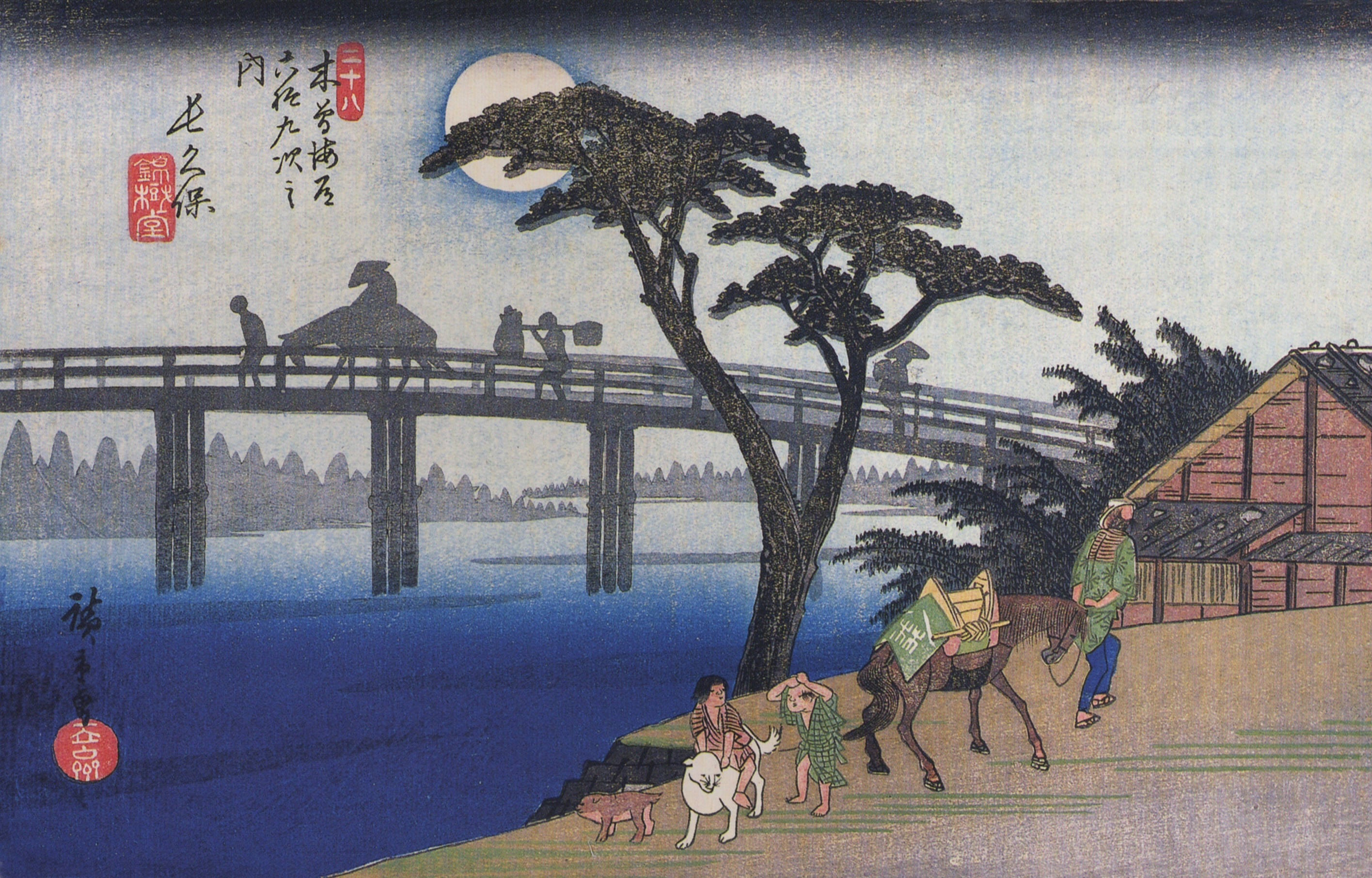
27. stanice (Nagakubo-šuku) - ukijo-e od Hirošigeho
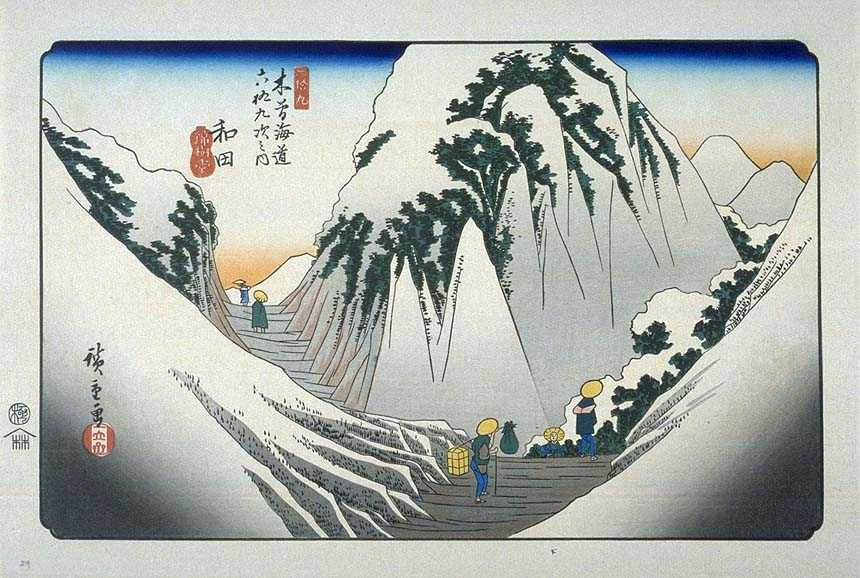
28. stanice (Wada-šuku) - ukijo-e od Hirošigeho
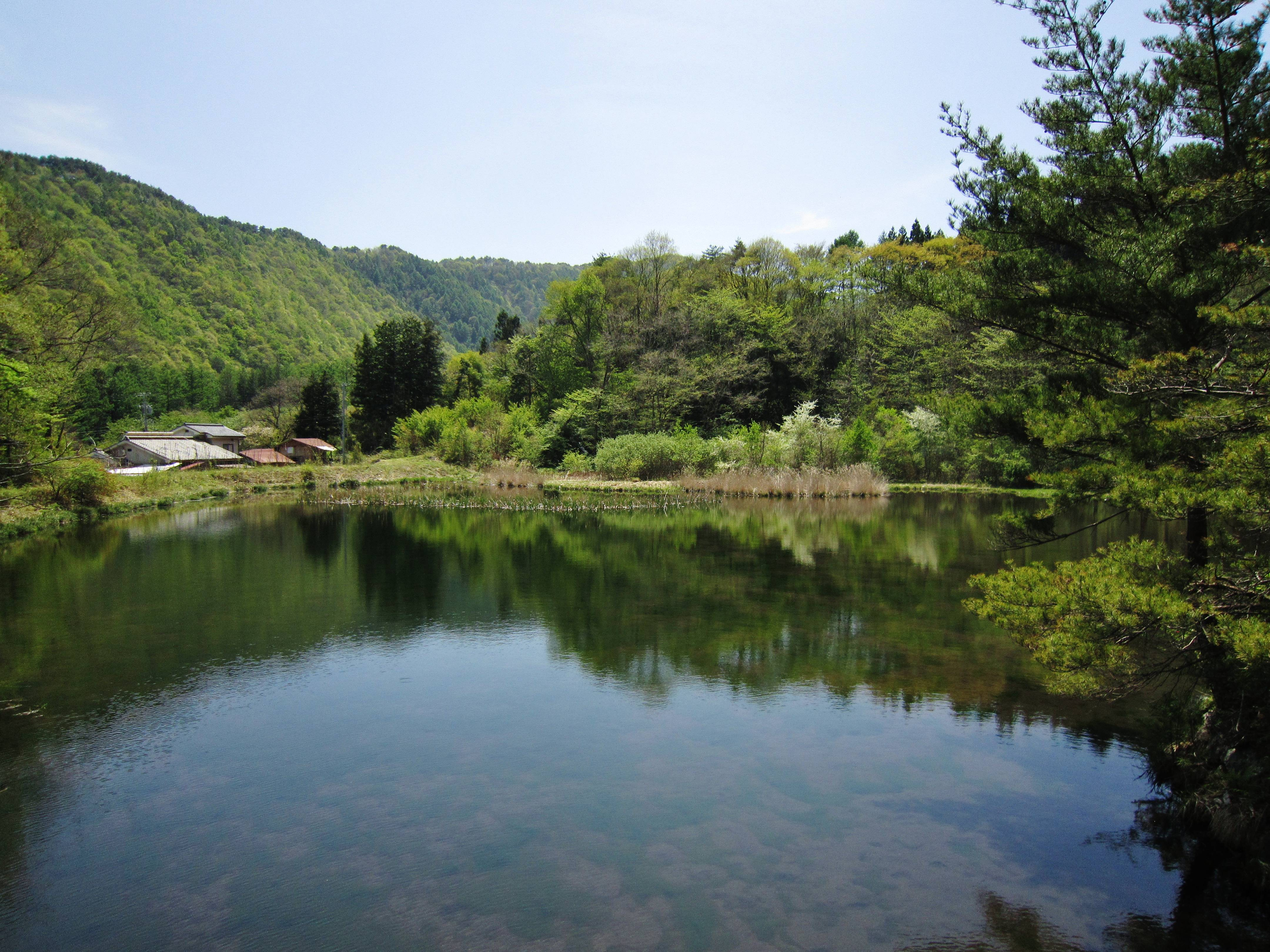
jezero Jonoike
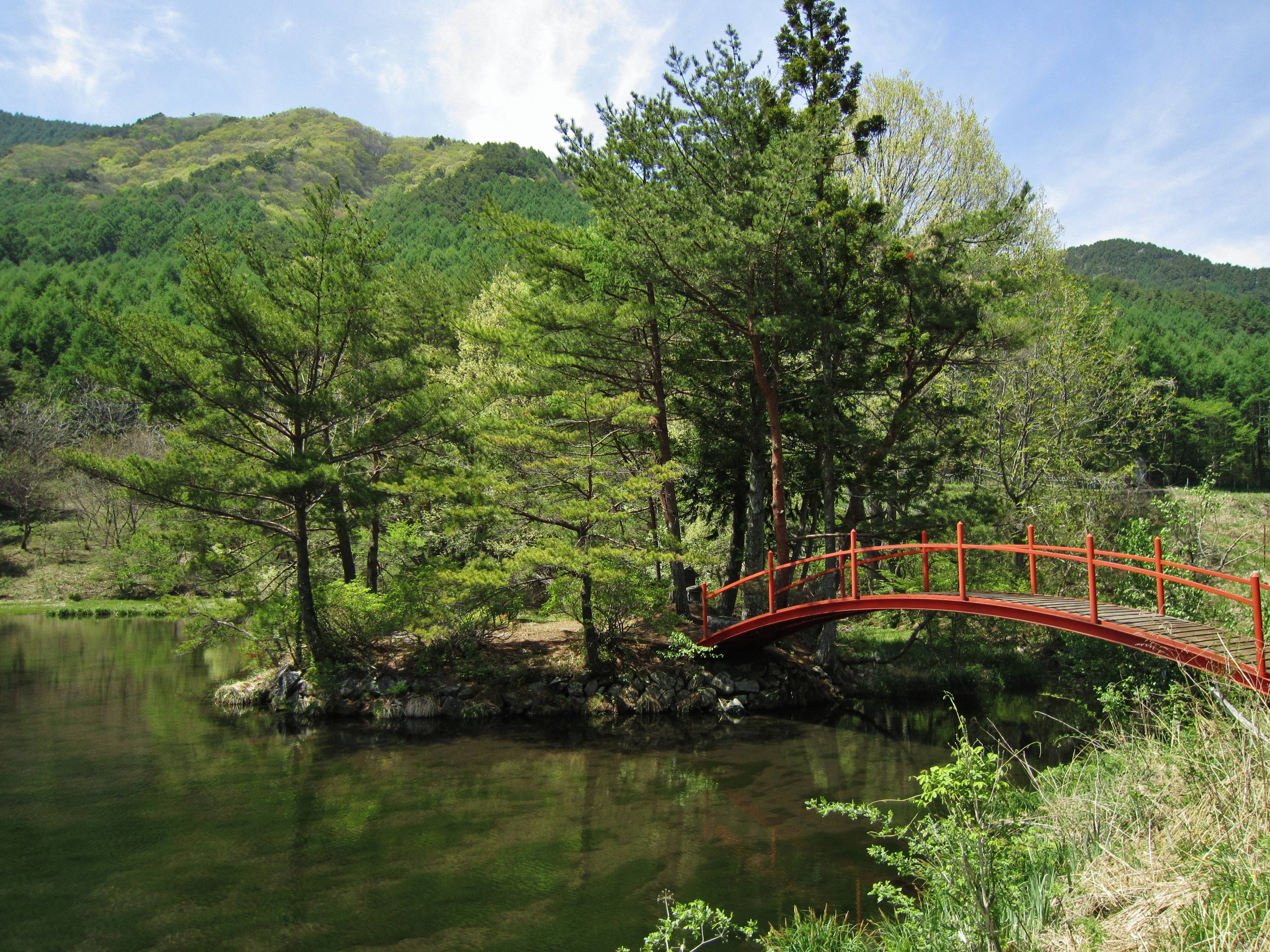
Most na plovoucí ostrov na jezeře Jonoike
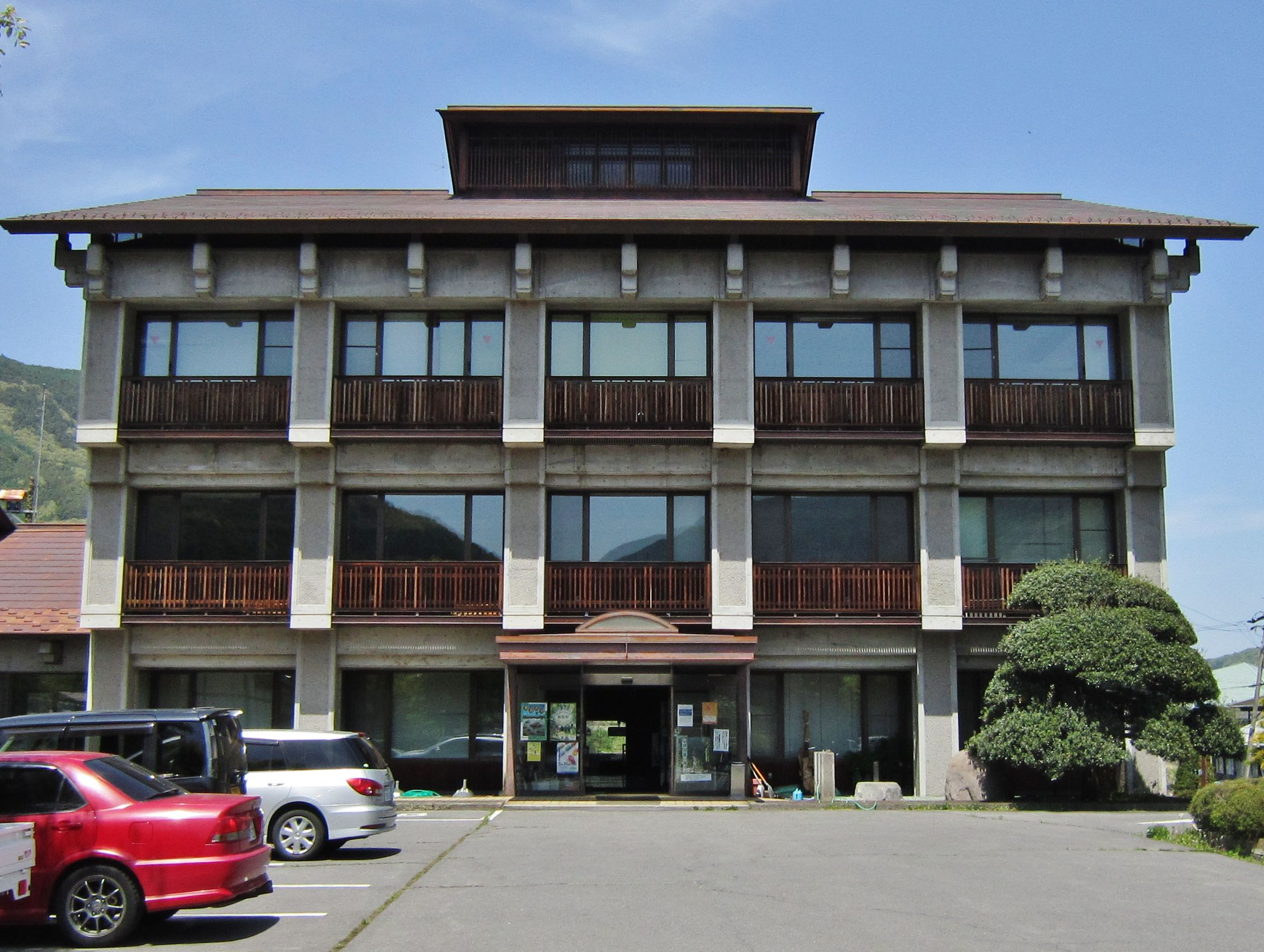
Radnice v bývalé vsi Wada-mura (和田村)